# François Gaspard Adam
François Gaspard Balthasar Adam (* 23. Mai 1710 in Nancy; † 18. August 1761 in Paris) war ein französischer Bildhauer des Rokoko.

## Leben und Wirken

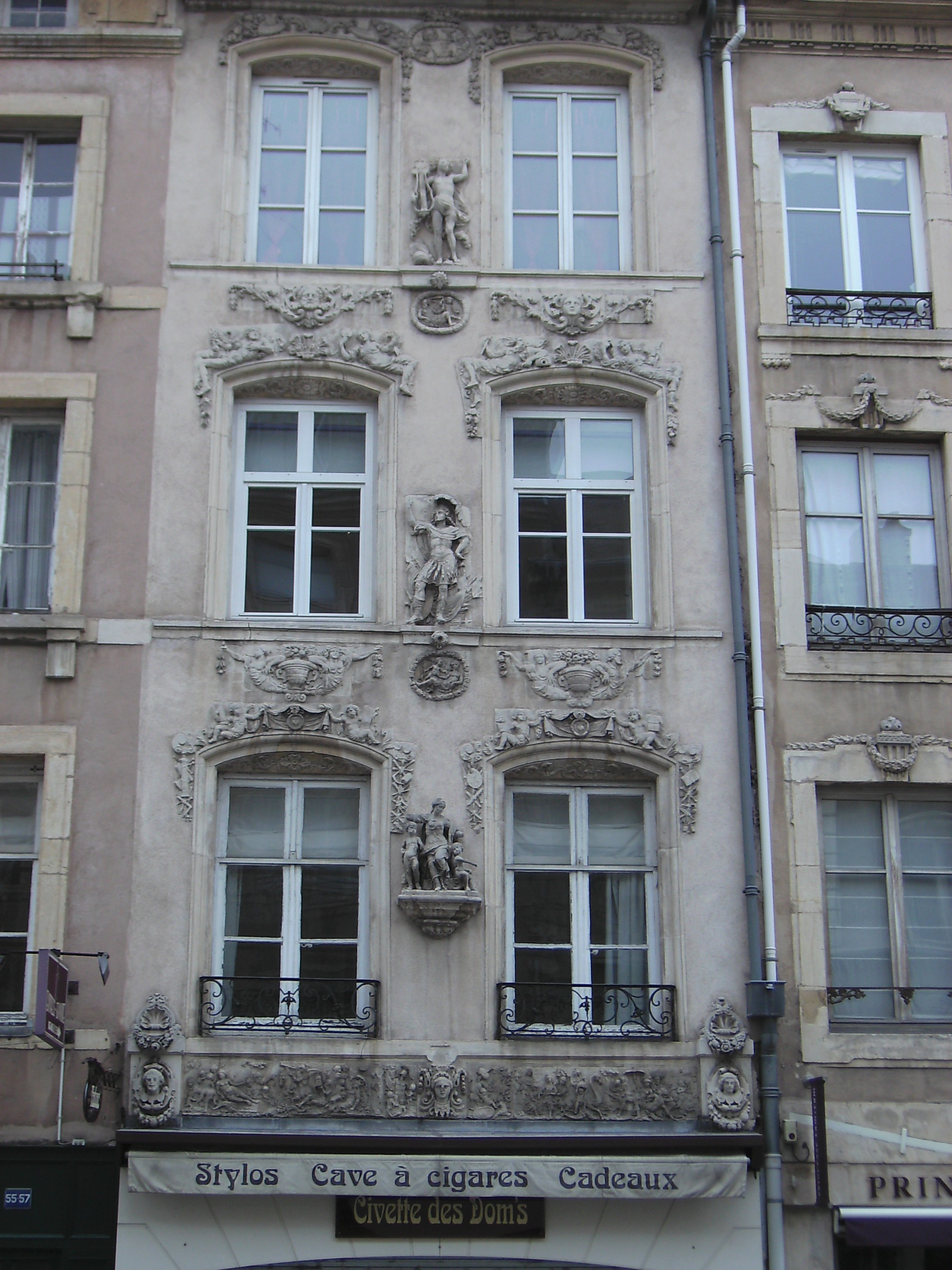
Geburtshaus von François Gaspard Adam. 57, rue des Dominicains, Nancy

Der aus einer Bildhauerfamilie stammende François Gaspard Adam wurde 1710 als jüngster Sohn des französischen Bildhauers Jacob-Sigisbert Adam und dessen Ehefrau Sébastienne Le Léal in der Pfarrei Saint-Sébastien zu Nancy geboren. Seine künstlerische Ausbildung  erhielt er bis 1729 in der Werkstatt des Vaters. Zur Weiterbildung folgte er seinen Brüdern Lambert-Sigisbert Adam und Nicolas Sébastien nach Rom, wo er 1730 ankam. Dort arbeitete er wahrscheinlich an antiken Skulpturen aus der Privatsammlung des Kardinals Polignac mit, die sein Bruder Lambert-Sigisbert restaurierte und ergänzte.
Im Januar 1733 gingen François Gaspard und Lambert-Sigisbert, mit kurzem Aufenthalt im lothringischen Nancy, nach Paris. Dort erhielt er 1740 beim Wettbewerb Prix de Rome der Académie royale de peinture et de sculpture den zweiten Preis für eine Skulptur und 1741 den ersten Preis mit Romstipendium für ein Flachrelief, das die Heilung des Tobias darstellte. Als Stipendiat besuchte er ab 1742 für vier Jahre die Académie de France à Rome und erhielt auf seiner Heimreise nach Frankreich 1746 von der Accademia di Belle Arti in Florenz den Titel eines Professors verliehen.
Nach kurzem Aufenthalt in Paris trat Adam 1747 durch Vermittlung des Marquis d’Argens in die Dienste des preußischen Königs Friedrich II., der ihn zum ersten Hofbildhauer ernannte und ihm die Leitung des französischen Bildhauerateliers in Berlin übertrug. Das in einem ehemaligen Gartenhaus im Berliner Lustgarten eingerichtete Atelier  hatte der König eigens zur Anfertigung von Marmorskulpturen gegründet, da die Arbeit mit diesem Gestein unter den einheimischen Künstlern kaum verbreitet war. Seine ersten Werke im Auftrag Friedrichs II. waren die 1748 geschaffenen Marmorskulpturen „Venus Urania“  und „Apollon“ für den Marmorsaal des neu erbauten Potsdamer Sommerschlosses Sanssouci. 1749 entstand die „Flora mit Zephyr“ für die oberste Weinbergterrasse von Sanssouci, der ein Jahr später die „Kleopatra mit trauerndem Amor“  folgte.  Auch wirkte er an der Ausstattung des „Französischen Rondells“ im südlich angrenzenden Parterre mit, für das er Marmorfiguren und Sockelreliefs schuf. 1751 wurde er zum Ehrenmitglied an der Königlich-Preussischen Akademie der Künste und mechanischen Wissenschaften, Sektion für Bildende Kunst, ernannt.
1759 verließ François Gaspard Adam Preußen und kehrte nach Paris zurück, obwohl er nicht alle Auftragsarbeiten vollendet hatte. Einige Werke führte sein Neffe Sigisbert François Michel aus, wie den „Mars“ im „Französischen Rondell“, die Büste des Rechtsreformators Samuel von Cocceji für das Berliner Kammergericht  und das Standbild des Generalfeldmarschalls Kurt Christoph von Schwerin für den Wilhelmplatz in Berlin.

„Alle seine Arbeiten zeigen eine ausgezeichnete technische Geschicklichkeit; aber im eigentlich Künstlerischen, in der Empfindung und Formengebung, Stellung und Haltung, ist er der Schwächste unter den 3 Brüdern.“

## Werke (Auswahl)
- 1748 Venus Urania und Apoll, Marmorskulpturen im Marmorsaal des Schlosses Sanssouci
- 1749 Flora mit Zephyr, Marmorskulptur im östlichen Halbrondell der obersten Weinbergterrasse, Schloss Sanssouci
- 1750 Kleopatra mit trauerndem Amor, Marmorskulptur im westlichen Halbrondell der obersten Weinbergterrasse, Schloss Sanssouci
- Marmorskulpturen im „Französischen Rondell“, Sanssouci:
  - 1752 Apollo mit dem getöteten Python
  - 1753 Diana im Bade
  - 1753 Juno mit Pfau
  - 1754 Jupiter und Jo
  - 1756 Das Feuer (Venus betrachtet den von Vulkan für Aeneas geschmiedeten Schild), Marmorskulptur und Sockelreliefs
  - 1758 Die Erde (Ceres lehrt Triptolemus das Pflügen), Marmorskulptur und Sockelreliefs
  - 1760 Minerva
  - 1760 Mars (1764 von Sigisbert François Michel vollendet)
- 1769 Marmorstandbild des Generalfeldmarschalls Kurt Christoph von Schwerin für den Wilhelmplatz in Berlin (von Sigisbert François Michel vollendet), heute Bode-Museum
- Büste Samuel von Cocceji, Kammergericht Berlin (von Sigisbert François Michel vollendet)

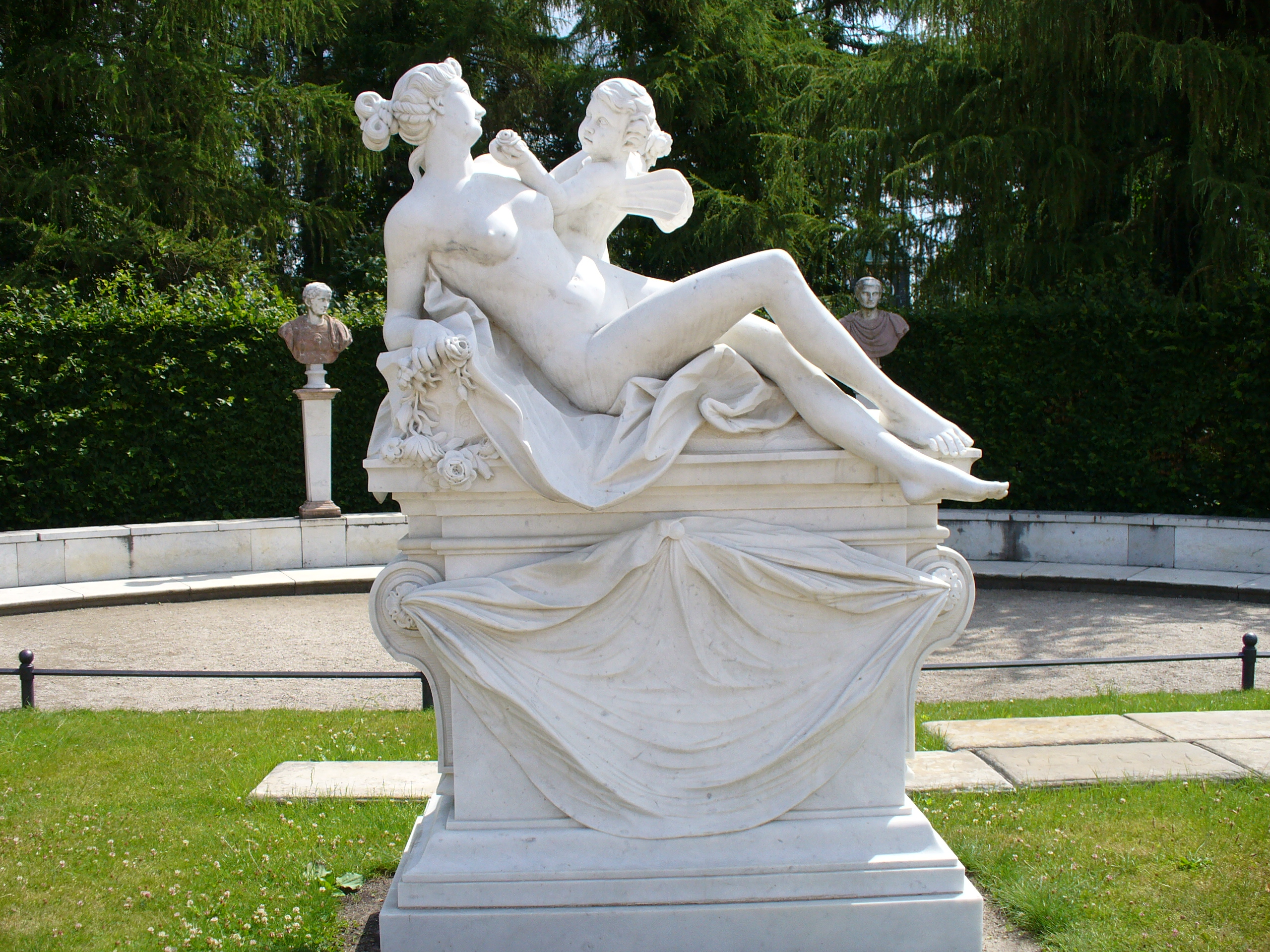
„Flora mit Zephyr“
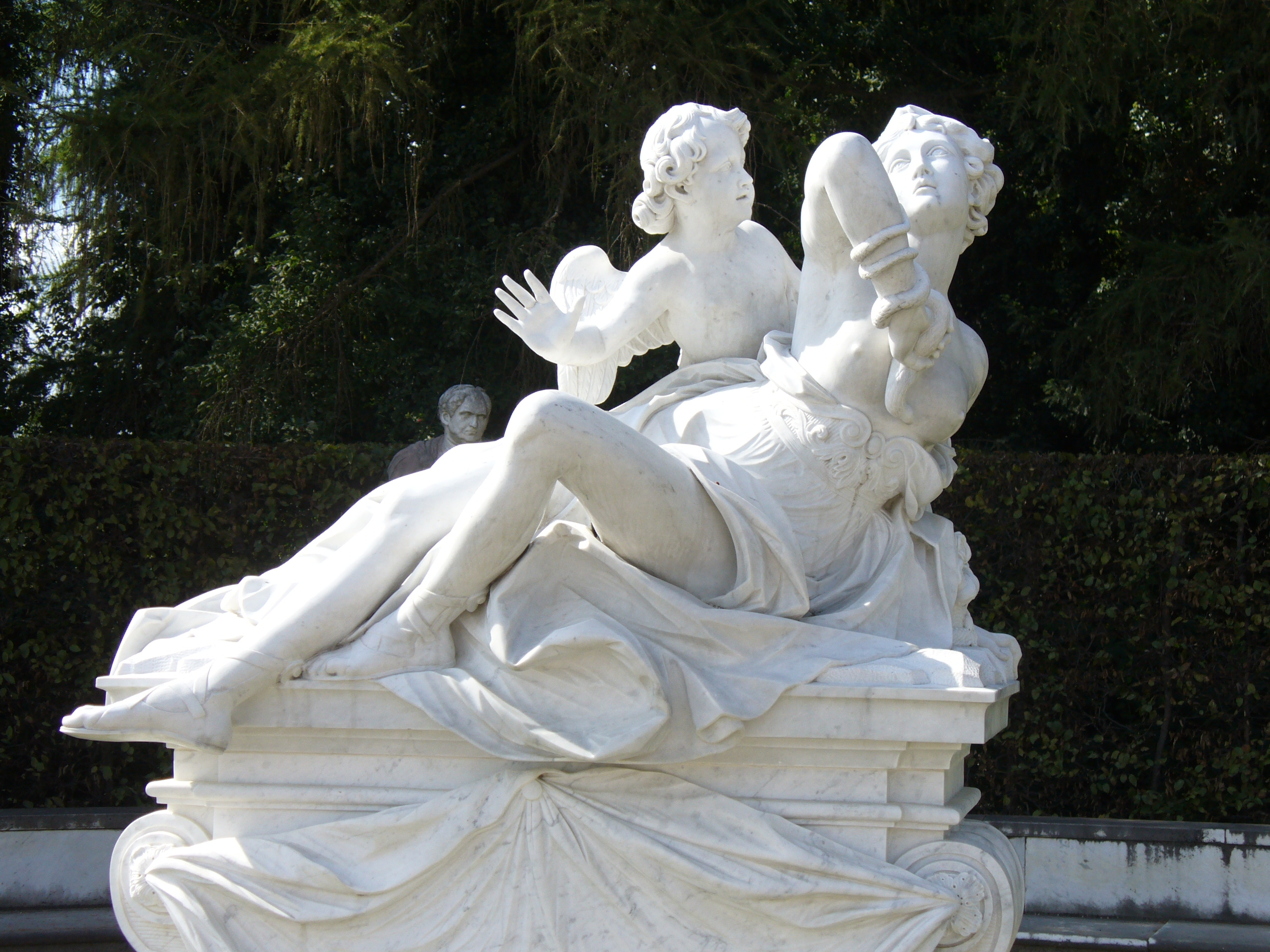
„Kleopatra mit trauerndem Amor“
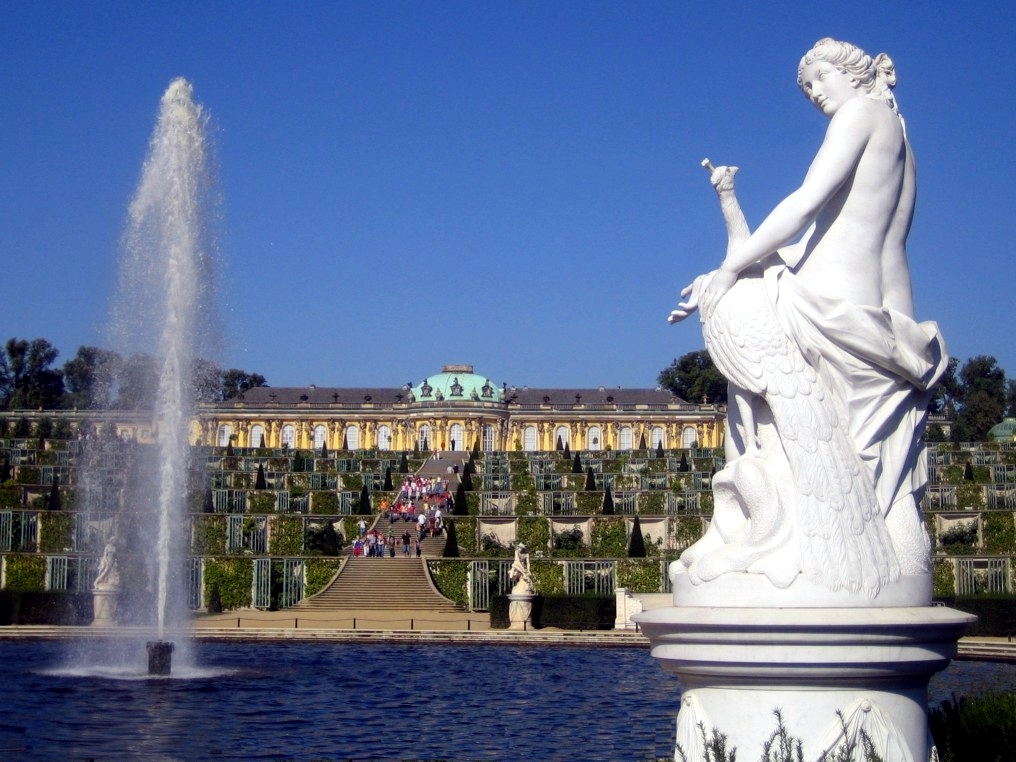
„Juno mit Pfau“
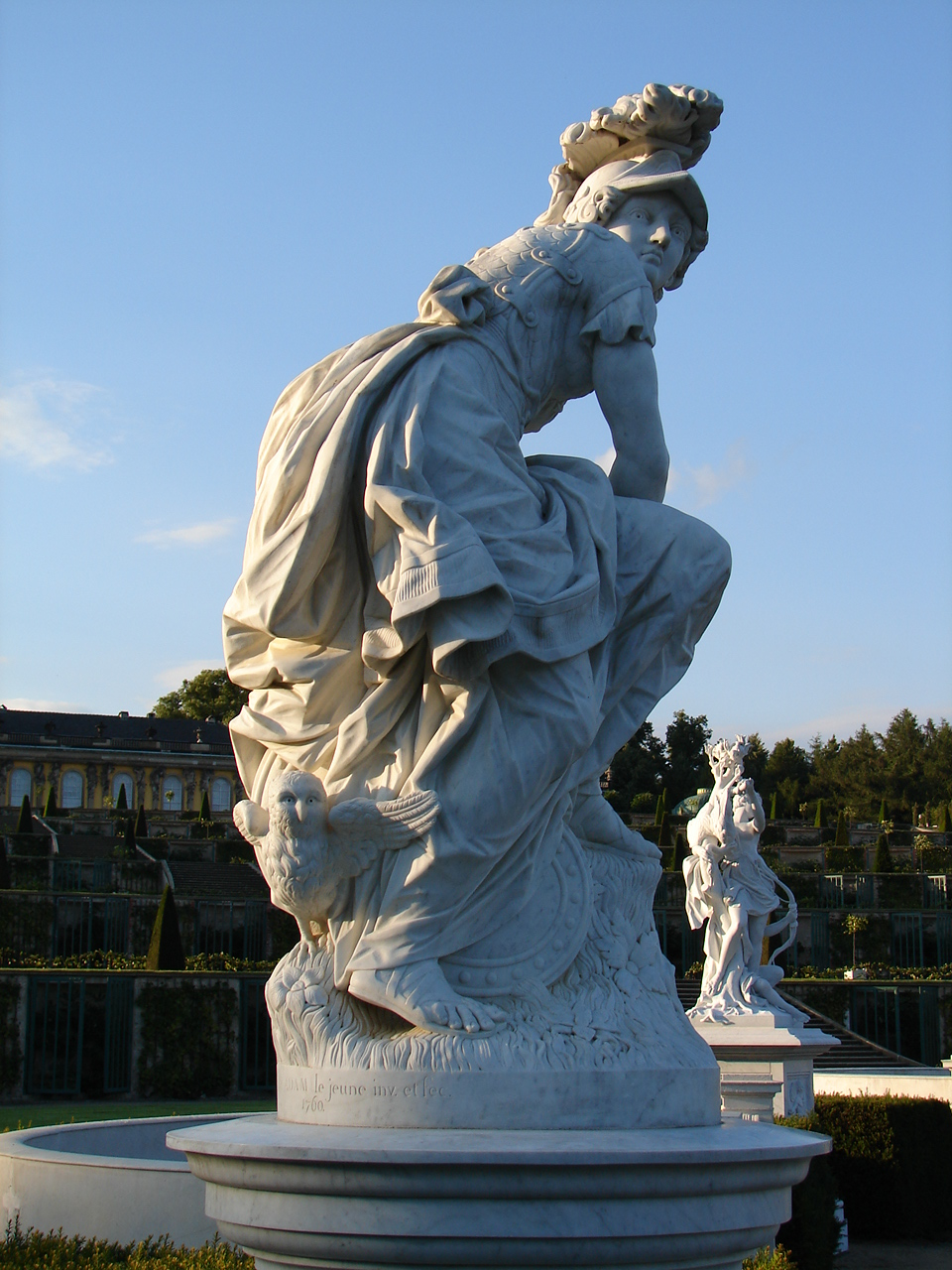
„Minerva“